# Vestukrainske folkerepublik
 Ikke at forveksle med Vestukraine.
Den Vestukrainske folkerepublik (ukrainsk: Західно-Українська Народна Республика, tr. Zakhidno-Ukrainska Narodna Respublyka (ZUNR)) var en kortlivet stat, der eksisterede fra oktober 1918 til juli 1919. Staten lå i grænseområdet mellem Østrig-Ungarn, Polen og Ukraine. I dag er området delt mellem Ukraine, Polen, Slovakiet og Rumænien.
I 1919 blev landet erobret af polske tropper, og Fredskonferencen i Paris tilkendte den 21. november 1919 Polen området i en periode på 25 år.
Under Den polsk-sovjetiske krig (1919-1921) var området skiftevis besat af polske og sovjetiske tropper. Ved freden i Riga den 18. marts 1921 anerkendte Sovjetunionen, at området tilhørte Polen.

## Historie
Uddybende artikel: Den polsk-ukrainske krig.

### Baggrund
Ved folketællingen i Østrig-Ungarn i 1910 var der i det område, der kom til at udgøre den Vestukrainske Folkerepublik, omkring 5,4 mill. mennesker. Ud af dem var 3.291.000 (ca. 60%) ukrainere, 1.351.000 (ca. 25%) var polakker, 660.000 (ca. 12%) var jøder, mens de resterende indbyggere bestod af forskellige folkeslag, heriblandt rutenere, tyskere, ungarere, rumænere, tjekker, slovakker, romaer og armeniere. I byerne boede der primært polakker og jøder, mens der ude på landet primært boede ukrainere. Det var et problem for den ukrainske befolkning, især fordi den største by, Lviv (polsk: Lwów, tysk: Lemberg), havde et markant flertal af polakker. Lviv blev anset for at være en af de vigtigste byer i Polen. Derfor måtte en konflikt mellem Vestukrainske Folkerepublik og Polen anses for at være uundgåelig.

### Uafhængighed og kampen for eksistens
Efter sammenbruddet af Østrig-Ungarn i kølvandet på første verdenskrig erklærede den Vestukrainske Folkerepublik sig selvstændig. Det skete den 1. november 1918, hvilket var flere dage før Polen erklærede sin egen uafhængighed. Navnet blev valgt med henvisning til den Ukrainske Folkerepublik, der var blev oprettet i 1917, og lå øst for den nye republik. Det blev nedsat et nyt parlament (ukrainsk: Rada) i slutningen af oktober 1918, der bestod af alle de ukrainske repræsentanter, som tidligere havde været i regionale parlamenter i Galicien og Bukovina, der begge var en del af Østrig-Ungarn. Parlamentet havde oprindeligt planlagt at udsende erklæringen den 3. november 1918, men måtte fremskynde den efter rygter om, at den midlertidige regering i Polen ville rykke hovedstaden fra Kraków til Lviv.
Kort tid efter, at republikken havde erklæret sig uafhængig fra Østrig-Ungarn, opstod der en folkelig opstand i Lviv, hvor det polske flertal ikke ønskede at høre under en fremmed stat. Få uger senere modtog den polske befolkning i Lviv støtte fra Polen, hvilket førte til, at Polen med militær magt forsøgte at overtage nogle oliefelter ved Drohobytj ved et overraskelsesangreb, der dog blev nedkæmpet af et ukrainsk overtal. På trods af denne sejr bibeholdt Polen kontrol over Lviv samt en smal stribe, der forbandt Polen med Lviv. Det resterende del af det østlige Galicien var endnu under Vestukrainske Folkerepubliks kontrol.
I mellemtiden havde to mindre stater, der lå vest for den Vestukrainske Folkerepublik, erklæret sig uafhængige efter sammenbruddet af Østrig-Ungarn:
- Republikken Komancza, der var en samling af tredive lemkiske landsbyer, eksisterende mellem 4. november 1918 til 23. januar 1919. Den var en pro-ukrainsk stat og havde planlagt at lade sig sammenlægge med den Vestukrainske Folkerepublik, men blev dog undertrykt af den polske regering under den polsk-ukrainske krig.
- Den Lemkiske Republik erklærende sig uafhængig den 5. december 1918 og var centreret omkring den nu polske landsby Florynka og var stærkt imod en union med Vestukraine, men ønskede i stedet en stærkere tilknytning til Rusland.

Der blev indgået en aftale om et forenet Ukraine, der bestod af den Vestukrainske Folkerepublik og det Ukrainske Folkerepublik. Det skete den 1. december 1918, selvom det først officielt blev gennemført den 22. januar 1919. Det var dog mest en symbolsk handling. Det to stater fortsatte med at fungere særskilt, især i forbindelse med krige, hvor det vestlige del kæmpede mod Polen og den østlige del kæmpede mod Rusland.
Forholdet mellem den Vestukrainske Folkerepublik og den Kiev-baserede Ukrainske Folkerepublik var til tider anspændt. Den politiske ledelse var traditionelt meget konservativ i den vestlige del, hvor mange år under Østrig-Ungarn har skabt orden og disciplin, især blandt landets væbnede styrker. Det harmonerede ikke med den socialistiske og revolutionære holdning, der prægede det østlige Ukraine. Det var især meget tydeligt at se forskel på de væbnede styrker i det østlige Ukraine, der bar præg af 'folkehær', som ikke havde disciplin over for sin regering. Det var de chokeret over i det vestlige Ukraine.
Igennem den polsk-ukrainske krig kunne Vestukraine holde stand i næsten ni måneder, indtil Polen sejrede og overtog næsten alt vestukrainsk territorium.